# کوین جی وورتن
کوین جی وورتن (انگلیسی: Kevin J Worthen؛ زادهٔ ۱۵ آوریل ۱۹۵۶) سیاست‌مدار و بازیکن بسکتبال اهل ایالات متحده آمریکا است.